# Öwnboss
Öwnboss (eigentlich: Eduardo Zaniolo) ist ein brasilianischer House-DJ.

## Leben
Öwnboss veröffentlichte seit 2016 kontinuierlich House-Tracks über diverse Labels wie Spinnin’ Records, Sony Music und Universal Music. Insbesondere über Spotify konnte er zahlreiche Zuhörer und Fans gewinnen. Unter anderem kollaborierte er mit Vintage Culture und Bruno Be. Insgesamt erreichte er über 100 Millionen Streams. Seine Tracks wurden insbesondere von DJ-Kollegen wie Tiësto, Afrojack, Hardwell und Sander van Doorn aufgelegt.
Ende 2021 veröffentlichte er mit Sevek die Single Move Your Body über Tiëstos Label Musical Freedom. Tiësto selbst veröffentlichte einen Remix zu dem Song. Das Lied wurde ein internationaler Erfolg. Tomorrowland nahm den DJ daraufhin in seine Liste One of the 20 of 2022 auf. In dieser Liste werden die angesagtesten 20 DJs der Welt aufgenommen.

## Diskografie

### EPs
- 2020: Deluxe Edits (mit Bruno Be)
- 2022: Move Your Body (Tiësto Edit)

### Singles
| - 2016: Shout (mit Beowülf) - 2017: Set U Free (Radio Edit) (mit Thonig) - 2018: Just Getting Started (mit Santti) - 2018: Monday (Remix) (mit Radiømatik) - 2018: Deixa Acontecer (mit Alan Maciel & Kaos Andre) - 2018: Tell Me (mit Cevith & Spect3r) - 2019: Prove It (mit Zerky, Mikalyn & Xtro) - 2019: Break (mit Cevith) - 2019: Ready (mit The Otherz) - 2019: They Speak (Ow) (mit Cevith) - 2019: Battlefield (mit Mitch) - 2019: Unfucking Believable (mit Sevek) - 2019: Make Your Move (mit Cool Keedz) - 2019: Intro (Rework) (mit Vintage Culture, Bruno Be & Ashibah) - 2020: Who My Boo (mit Gulc) - 2020: Sweater Weather (mit Double MZK) - 2020: Eyes on Fire (mit Watzgood & Briana) - 2020: Down Low (mit Bolth feat. Debbiah) - 2020: Touch Me (mit Alas & Ada Liz) - 2020: Radiola Loka (mit Bruno Be) - 2020: Sun and Moon (mit Meca & Davi Lisboa) | - 2021: Come Over (mit Spect3r) - 2021: Cigarettes on Patios (mit Watzgood & Sarria) - 2021: Pale Shelter (Radio Edit) (mit Alas & Buzz Liq) - 2021: Strange Love (mit Krieger & Moonphazes) - 2021: Perfect Stranger (mit Mitch & Briana) - 2021: Last Dance (Öwnboss & Alas Remix) - 2021: Trust Binds (mit Moonphazes & Thor Moraes) - 2021: Fly Away (mit Bolth & Debbiah) - 2021: A Cara do Crime (Remix) (mit Watzgood & McPoze do Rodo) - 2021: Face to Face (Remix) (mit Cityburn) - 2021: My Friend (Remix) (mit Vicentini) - 2021: Riders on the Storm (Remix) (mit Slow Sense & Raphael Su´iqueira) - 2021: Move Your Body (mit Sevek, UK: Silber) - 2021: Delusional (mit Rhōden & Lauren Nicole) - 2021: Everything I Am (mit Rhōden) - 2021: All I Want (mit Hugo Doche) - 2021: Last Night (Remix) (mit Outflux) - 2022: Your Arms (mit Dee:Vision & Run Rivers) - 2022: Easy (mit Daft Hill) - 2022: Clap Your Hands (Öwnboss & Selva Remix) (mit Kungs) - 2022: Hot in Here (Öwnboss Remix) (mit Steff da Campo) |

## Auszeichnungen für Musikverkäufe
| Goldene Schallplatte - Brasilien - 2022: für die Single Move Your Body - Italien - 2024: für die Single Move Your Body - Spanien - 2024: für die Single Move Your Body | Platin-Schallplatte - Frankreich - 2023: für die Single Move Your Body 3× Platin-Schallplatte - Polen - 2024: für die Single Move Your Body |

Anmerkung: Auszeichnungen in Ländern aus den Charttabellen bzw. Chartboxen sind in ebendiesen zu finden.
| Land/RegionAuszeichnungen für Musikverkäufe (Land/Region, Auszeichnungen, Verkäufe, Quellen) | Silber  | Gold     | Platin     | Verkäufe | Quellen             |
| -------------------------------------------------------------------------------------------- | ------- | -------- | ---------- | -------- | ------------------- |
| Brasilien (PMB)                                                                              | —       | Gold1    | —          | 40.000   | pro-musicabr.org.br |
| Deutschland (BVMI)                                                                           | —       | —        | Platin1    | 400.000  | musikindustrie.de   |
| Frankreich (SNEP)                                                                            | —       | —        | Platin1    | 200.000  | snepmusique.com     |
| Italien (FIMI)                                                                               | —       | Gold1    | —          | 50.000   | fimi.it             |
| Österreich (IFPI)                                                                            | —       | —        | Platin1    | 30.000   | ifpi.at             |
| Polen (ZPAV)                                                                                 | —       | —        | 3× Platin3 | 150.000  | olis.pl             |
| Spanien (Promusicae)                                                                         | —       | Gold1    | —          | 30.000   | elportaldemusica.es |
| Vereinigtes Königreich (BPI)                                                                 | Silber1 | —        | —          | 200.000  | bpi.co.uk           |
| Insgesamt                                                                                    | Silber1 | 3× Gold3 | 6× Platin6 |          |                     |